# Такаши Шимидзу
Такаши Шимидзу (на японски: 清水 崇) е японски режисьор, известен с работата си по поредицата Гняв. Роден е на 27 юли 1972 г. в префектура Гунма, Япония. Режисира предимно филми на ужасите.

## Филмография
- Last Bronx – японска видеоигра, по чийто сюжет Шимидзу прави филм (1997)
- Катасуми и 4444444444 – кратки филми на ужасите, представляващи нещо като предистория на Ju-on (1998)
- Ju-on – поредица от четири хорър филми (2000 – )
- Ju-on: The Grudge (2000)
- Ju-on: The Grudge 2 (2003)
- Гняв – американски рамейк на Ju-on: The Grudge, също режисиран от Шимидзу (2004)
- Гняв 2 – американски римейк на Ju-on: The Grudge 2 (2006)
- Гняв 3